# 澳視新聞 (澳廣視)
《澳視新聞》是澳門廣播電視股份有限公司新聞及資訊部製作的新聞節目。於每天晚上7時在澳視澳門、澳門資訊、澳門-MACAU頻道首播。

## 節目歷史
- 1984年5月13日，澳廣視啟播，並增設《電視新聞》節目，於晚上7時30分首次播出，主播為鄧惠蓮。[1]
- 1990年起，澳廣視分拆兩個頻道，新聞節目進行改版，《電視新聞》更名為《澳視新聞》。[2]
- 2000年代起，節目播放時間由30分鐘延長到45分鐘。
- 2007年4月23日，節目更換片頭和包裝。
- 2008年7月16日，澳視高清台啟播，於於晚上7時與澳視澳門台同步播出。初期啟播時於晚上8時30分左右重播。
- 2009年10月26日，澳視生活台啟播，於晚上7時與澳視澳門台同步播出。
- 2009年起，澳視高清台於每日晚上6時起轉播澳視體育頻道 (澳門體育前身)，暫停播出澳視新聞。
- 2011年6月1日，節目更換片頭和包裝。[3]
- 2012年4月2日，改於澳廣視全新高清新聞直播室播出。[4] (新聞演播室在澳視高清以16:9高清鏡面播放，新聞片段維持4:3標清方式播放)
- 2012年7月，為配合澳門資訊頻道即將開播，節目延長到60分鐘。
- 2012年9月3日，澳視生活台更名為澳門資訊頻道，並繼續於晚上7時與澳視澳門台同步播出。
- 2015年3月2日，全面改為16:9標清播出。(澳視高清以16:9高清播出，新聞片段維持標清播出)[5]
- 2016年7月11日，全面改為16:9高清播出。
- 2016年下旬起，與澳門聾人恊會合作於節目中提供即時手語傳譯。(財經消息除外)
- 2017年初，節目更換片頭和包裝，以金色和藍色為主。[6]
- 2017年11月13日，澳視新聞節目於澳廣視新聞Facebook專頁開始同步直播[7]。
- 2019年5月17日起，節目更換片頭和包裝，改以青綠色和白色為主。[8]
- 2020年7月，為配合新聞演播室翻新和裝修，所有中文新聞節目包括澳視新聞採用固定幕牆作為佈景設計。[9]
- 2021年1月13日，新聞演播室經翻新和裝修後重新啟用，並更換節目片頭和包裝。[10]
- 2022年10月17日，節目再度更換包裝包括片頭和背景慕牆，其中節目開場以澳門半島南岸的日間（下午）天際線為背景。
- 2024年5月13日，澳廣視電視服務啟播40周年，節目更換包裝包括片頭和背景慕牆，節目開場為澳門半島南岸天際線的晚間景色，背景慕牆改以十字門水道澳門及橫琴兩旁的黃昏夜景作設計[11]。
- 2024年9月1日起，澳門資訊新增20:00-21:00、21:00-22:00重播，並命名為《澳視新聞重溫時段》。
- 2025年5月13日，配合、《澳門-MACAU》衛星電視頻道落地葡語國家，新增每日22:00-22:50、04:50-05:40（翌日）播出[12]。

## 設有環節
19:00 提要 
19:01-19:15 第一節新聞
19:15-19:20 廣告 / 節目預告
19:20-19:31 第二節新聞 (包括專題報道)
19:31-19:36 廣告 / 節目預告
19:36-19:43 第三節新聞
19:43-19:46 廣告 / 節目預告
19:46-19:57 第四節新聞 - 體育消息、財經消息 (逢港股交易日)
19:57-20:00 天氣報告 (獨立節目)

## 即時手語傳譯
為方便聾人及弱聽人士收看，澳視新聞於2016年起提供即時手語傳譯，手語傳譯位於節目中的右下角。

## 特殊安排
- 2017年8月24日，超強颱風天鴿對澳門造成廣泛性和嚴重破壞，時任行政長官崔世安於下午6時30分召開記者會交待澳門受災情況和善後工作，《澳視新聞》在記者會結束後延至晚上8時20分播出，於晚上9時13分結束。[14]
- 2022年12月24日，因插播行政長官賀一誠完成北京述職後見記者，《澳視新聞》節目延至晚上8時10分結束[15]。

## 播放時間
- 首播時間：每日19:00-19:55，於澳視澳門、澳門資訊(*)、澳門-MACAU播出
- 重播時間：每日20:00-21:00、21:00-22:00，於澳門資訊播出 (*、#)；每日22:00-22:50、每日04:50-05:40（翌日），於澳門-MACAU播出

(*) 如直播立法會全體會議將不會播出或另行重播 
(#) 如發出八號或以上風球將暫停重播

## 資料來源
1. ↑  .   [2021-02-05]. （原始内容存档于2015-09-30）.
2. ↑  .   [2022年2月18日]. （原始内容存档于2022年2月18日）.
3. ↑  .   [2012-04-05]. （原始内容存档于2014-12-25）.
4. ↑  . YouTube.
5. ↑  .   [2021-02-02]. （原始内容存档于2020-03-30）.
6. ↑  . YouTube.   [2021年2月5日]. （原始内容存档于2021年2月8日）.
7. ↑  . YouTube.   [2020-08-25].
8. ↑  . YouTube.   [2022年2月18日]. （原始内容存档于2022年2月19日）.
9. ↑  . 澳廣視新聞. 2024-05-13  [2024-05-13]. （原始内容存档于2024-05-13）.
10. ↑  . 澳門日報. 2025-05-14.
11. ↑  . 電視- 手語新聞. 澳門廣播電視股份有限公司.   [2021-02-04]. （原始内容存档于2021-01-17）.
12. ↑  . YouTube.   [2021年2月4日]. （原始内容存档于2021年2月11日）.
13. ↑  . 澳門特別行政區新聞局. 2022年12月24日  [2024年5月22日]. （原始内容存档于2024年5月22日）.